# Таран (маяк)
Маяк Таран (англ. Taran, до 1963 года маяк Брюстерорт, нем. Brüsterort, от немецких слов «Brust» — грудь и «Ort» — место) — береговой маяк, сигнальный огонь для обозначения мыса Таран (также именовался Брюстер-Орт до 1947 года) и для предостережения мореплавателей от лежащего поблизости каменистого рифа, уходящего в море на четыре километра. Линия между маяком Таран и маяком Розеве образует естественную границу Гданьского залива, а мыс является его крайней точкой на северо-востоке.
Маяк находится на территории Калининградской области (до 1945 года часть Восточной Пруссии) и расположен в двух километрах к северу от посёлка Донское (до 1946 г. Гросс Диршкайм, нем. Groß Dirschkeim). Зажигается ночью, а также днём, при видимости на море менее 4 миль. Задачи: безопасный подход к портам Калининград и Балтийск.
Ансамбль маяка на мысе «Таран» («Брюстерорт») автора А. Вайтмайера (нем. A. Weitemeyer) является выявленным объектом культурного наследия Калининградской области. Год основания — 1846.

## История
Крутой обрывистый берег высотой 33 метра (по данным на 2009 год клиф высотой 34 метра) во все времена являлся отменным ориентиром и не менее серьёзной навигационной опасностью при сближении с ним с северной части, где находится каменистый риф. Именно по этой причине с конца XVII века на мысе стали зажигать огонь для предупреждения мореплавателей. По другим данным, сигнальный огонь (световой маяк) стали зажигать на торговом каботажном морском пути от Пиллау до Мемеля по просьбе местных торговцев с 1700 года. Маяк также упоминается в Королевском указе 1809 года. Этот документ подтверждает, что огонь уже существовал на мысе к 1750 году.
Согласно технологиям маячного дела того времени, уголь на маяке Брюстерорт сжигали в поднятых на высоту железных корзинах (англ. «Vulcan pots»). На маяке тогда могли работать один или два человека, которые заполняли углём корзины или разжигали его, или поддерживали во время дождя, а также зимой.
Русский адмирал, гидрограф и картограф Алексей Иванович Нагаев обследовал этот район и отметил в своей книге «Лоция или морской путеводитель, содержащий в себе описание фарватеров и входов в порты в Финском заливе, Балтийском море, Зунде и Скагерраке» 1751 года:
Брюстерорт есть мыс тупой, высокой, к W и N крут, с северной стороны оброс лесом... На самой его норд-вестовой крутости бывал наперед сего огненный маяк, а ныне видно строение...
В 1820-х годах вместо костра в канфоре построили вышку, на вершине которой по ночам поднимали фонарь с тремя параболическими рефлекторами. В этот период на территории маяка разместили два фиксированных огня на расстоянии 300 футов (91,44 метра) друг от друга и на высоте 138 футов (42,06 метров) над уровнем моря. Предполагаемая высота двух одинаковых деревянных конструкций составляла 7 метров. Они были дополнительно укреплены канатной системой в качестве защиты от ветров и от неблагоприятных погодных условий. В верхней части этих сооружений располагался источник света, который распространял его в определенном диапазоне (т. н. секторный огонь): северный свет был видимым в секторе 112 градусов, а южный - в секторе 90 градусов. Секторное освещение от NEbE до NWbW  (северный огонь) и от NE до NW (южный огонь) было направлено таким образом к северу, чтобы указывать опасное расположение прибрежной каменистой гряды. В отличие от соседних маяков, Брюстерорт как наиболее важный, освещался круглый год. Его свет от заката до восхода солнца создавали саловые свечи: пять свечей были расположены в два ряда (с севера) и три свечи подряд на южном маяке. Огонь от свечей усиливался отражателями диаметром 18 дюймов (45,72 см) с   фокусным расстоянием 4¾ дюйма (12,06 см). Координаты северного маяка отличались от нынешнего: 54°57′39″ с. ш., 19°59′09″ в. д..
В таком виде маяк просуществовал до 1846 года, когда там возвели из красного кирпича восьмиугольную башню высотой 30,5 метров с куполообразной крышей чёрного цвета. Рядом был построен дом маячника.
Маяк был введён в эксплуатацию в 1854 году и светил белым постоянным мигающим светом: с яркой вспышкой продолжительностью по четыре минуты с кратким затмением. Дальность видимости составляла 7 морских миль, а с 1900 года — 22 мили.
В начале XX века, с момента начала доставки керосина, в подвале маяка хранилось пять баков этого топлива по 930 кг каждый (и ещё два резервных). Потребление керосина оценивалось в 0,7 кг/ч.. В это же время поставили cигнальную станцию (англ. fog-signalling station) без постоянного обслуживания и телеграфную станцию, а также станцию наблюдения за ледовой обстановкой. Проверки, проведенные в 1904 году, показали, что назрела необходимость увеличения мощности света маяка (причиной этого стал электрический свет от ламп, установленных на близлежащей янтарной фабрике, видимый малыми судами на расстоянии до 5 миль). Поэтому на маяке установили новые керосиновые лампы с яркостью от 30 000 до 120 000 HK.
В немецком довоенном путеводителе из посёлка Пальмникен (ныне Янтарный) существовал прогулочный маршрут на Брюстерорт (так именовался мыс и маяк).
В 1936 году на башне установили светооптический аппарат фирмы «Пинч», давший белый групповой проблесковый огонь (вокруг оптической части аппарата вращались три ширмы) с периодом 13 секунд (англ. Oc.(3)W. 13s).

Затемнение — 1 с., короткое свечение — 2 с.; затемнение — 1 с.; короткое свечение — 2 с.; затемнение — 1 с.; длинное свечение — 6 с.
C 1944 года маяк стал светить на расстояние 27,5 морских миль. В 1956 году его заменили на новый с дальностью видимости 21 миля также с белым групповым проблесковым огнём.
После окончания Великой Отечественной войны, в 1945-м году все здания маяка и его технические средства перешли в собственность СССР (по результатам Потсдамской конференции часть Восточной Пруссии стала территорией Кёнигсбергской (с марта 1946 — Калининградской) области РСФСР). В таком виде постройки существуют и сегодня, дополненные сооружениями войсковых частей, присутствующих на мысе.
- Маяк Брюстерорт, побережье Самбии (ок. 1910 года).
Из фотографической коллекции «Музея города Кёнигсберг»
- Световой маяк Брюстерорт. Открытка начала XX века.
Из коллекции Klaus Hülse
- Маяк на мысе Брюстерорт. Открытка со штемпелем 14 августа 1934 года.
Из коллекции Аполлониуша Лысенко

## Описание
Маячный комплекс мыса Таран состоит из светового маяка, трёх радиомаяков различного назначения, наутофона, пункта контроля за работой дифференциальной станции (выдаёт мореплавателям уточнённые координаты от спутниковых навигационных систем), средств связи (обеспечивают управление) и комплекса дизельных электростанций (резервное снабжение электроэнергией). На маяке работает до 4-х человек.
Фундамент башни построен из бутового камня. Толщина стен — четыре кирпича, в верхней части — два кирпича. Бетонная лестница — на металлических косоурах. Защищают фонарное сооружение штормовые стёкла толщиной 6 мм и купол, покрытый воронёной медью.
Шведский наутофон типа «Лиеж» (LIEG—300) компании AGA AB (The Linde Group) и радиомаяк расположен в 120 метрах от маяка. Мощный звуковой сигнал звукового передатчика частотой 300 герц (англ. Mo.(A) ev. 15s.) помогает ориентироваться морякам в сильный туман.  Наутофон включают, когда в тумане скрывается специальный светящийся буй, расположенный на расстоянии 12—13 кабельтовых (порядка 2,4 километра) от берега.
Позывной радиомаяка, который работает круглосуточно, — латинские буквы Bо файле Tо файле ▄▄▄▄▄▄▄▄▄▄▄▄▄▄▄▄▄▄ (никогда не менялся): «четыре BT, длинное тире, два BT».  Дальность действия сигнала радиомаяка — до 300 миль.

### Характеристики
Белый, группо-затмевающийся огонь Зтм(3)21МГорнРМк с периодом 15 секунд (англ. Oc.(3)W. 15s или Oc(3) W 15s 21M RN Horn) с дальностью видимости маяка 21 миля. Световой сигнал включается автоматически.

Свечение — 3 с.; затемнение — 1,5 с; свечение — 3 с.; затемнение — 1,5 с.; свечение — 3 с.; затемнение — 3 с.
Оборудован резервным изофазным (Изо, равнопроблесковым) огнём с дальностью видимости 13 морских миль (англ. Iso.W. 4s 13M.) и периодом 4 секунды свечения и темноты с равной продолжительностью.

Свечение — 2 с.; затемнение — 2 с.

## Начальники маяка
- В. Зайцев, старшина 1-й статьи (первый начальник маяка, с 1945[22] командовал маяком около семи лет[16])[4]
- Сергей Александрович Теряев (36 лет стажа)[4]
- Сергей Антонов (с 1961 по 2011 гг.)[22]
- Томаш Цыновский[18]
- Михаил Яковлевич Васильев[23], капитан 1 ранга запаса[16].

- Cемья смотрителя маяка Брюстерорт в машинном зале. Фотография 1920 года[16].
- Дом начальника маяка
- На маяке Таран лекцию читает начальник маяка Михаил Яковлевич Васильев

## Ветераны маяка
- Н. М. Куликов (ок. 40 лет стажа)[4], 1928 г. р., техник маяка с 1953 г.[24]
- И. Ф. Антошин (ок. 40 лет стажа)[4]

## Награды
- Красное знамя Военного совета Балтийского флота (вечное хранение)[4]
- Лучший маяк Балтийского флота (неоднократно)[4]

## Географическое положение
| С-З |                                                                               |                                                          | Лесной 81° ~ 40,96 Нидден 59° ~ 75,90 Клайпеда-Входной (Мемель) 40° ~ 111,02 Папе (Папензее, Пограничный) 26° ~ 148,49 | С-В |
| З   | Розеве 262° ~ 106,45                                                          | Роза ветров                                              | | В   |
| Ю-З | Крыница-Морска 208° ~ 72,45 Гданьск Новый Порт 233° ~103,61 Хель 242° ~ 85,08 | Обзорный 187° ~ 14,61 Балтийский (Балтийск) 189° ~ 36,13 | | Ю-В |

## В искусстве
- В 1908 году вышла книга-роман немецкого писателя-новеллиста Йоханеса Рихарда цур Мегеде[нем.] (1864—1906) «Огонь Брюстерорта» (нем. Das Blinkfeuer von Brüsterort). Перевод осуществил Валерий Гусаров[26].

## Маяк сегодня
Вход на территорию маяка осуществляется только по пропускам. Его жилой комплекс и хозяйственные постройки числятся на балансе Балтийского флота (в ведении Гидрографической службы), а вокруг маячной территории расположилась закрытая воинская часть. В настоящее время периодически организовываются пешие прогулки по берегу моря к маяку Таран, сопряжённые с определёнными трудностями и физическими нагрузками.
24 сентября отмечается день маяка. Согласно документальным записям моряков из Кёнигсберга, новый маяк, построенный в 1846 году должен был начать свою работу 15 декабря.
- Мыс и маяк Таран. Вид с воздуха, 2003 год, Балтийское море, Гданьский залив[28]
- Маяк Таран с высоты птичьего полёта[29]
- Маяк летом